# Дриглівська сільська рада
Дриглівська сільська рада — колишня адміністративно-територіальна одиниця та орган місцевого самоврядування у Бердичівському і Чуднівському районах Житомирської і Бердичівської округ, Вінницької й Житомирської областей Української РСР та України з адміністративним центром у с. Дриглів.

## Населені пункти
Сільській раді були підпорядковані населені пункти:
- с. Дриглів
- с. Кихті
- с. Рижів

## Населення
Кількість населення ради, станом на 1923 рік, становила 2 324 особи, кількість дворів — 487.
Відповідно до перепису населення СРСР, станом на 17 грудня 1926 року, чисельність населення ради становила 1 642 особи, з них, за статтю: чоловіків — 788, жінок — 854; етнічний склад: українців — 1 521, євреїв — 10, поляків — 107, інші — 4. Кількість господарств — 336.
Відповідно до результатів перепису населення СРСР, кількість населення ради, станом на 12 січня 1989 року, становила 923 особи.
Станом на 5 грудня 2001 року, відповідно до перепису населення України, кількість мешканців сільської ради становила 749 осіб.

## Склад ради
Рада складалася з 12 депутатів та голови.

## Керівний склад сільської ради
| ПІБ                            | Основні відомості                                   | Дата обрання | Дата звільнення |
| ------------------------------ | --------------------------------------------------- | ------------ | --------------- |
| Щавінський Віктор Болеславович | Сільський голова, 1962 року народження, освіта      | 26.03.2006   | 31.10.2010      |
| Щавінський Віктор Болеславович | Сільський голова, 1960 року народження, освіта вища | 31.10.2010   |                 |

Примітка: таблиця складена за даними джерела

## Історія
Створена 1923 року в складі сіл Дриглів, Кихті та хуторів Медвежа, Прусси, Рижів (Рижів Перший, згодом — с. Рижів), Рижів Чуднівської волості Полонського повіту Волинської губернії. Після 1923 року хутори Медвежа та Прусси не значилися на обліку населених пунктів. 2 січня 1926 року, відповідно до рішення Бердичівської ОАТК № 1/4 «Про відкриття нових сільрад», хутори Рижів Перший та Рижів Другий (Омецинського) відійшли до складу новоствореної Рижівської сільської ради, 4 вересня 1928 року в с. Кихті створено Кихтівську сільську раду Чуднівського району.
Станом на 1 вересня 1946 року сільська рада входила до складу Чуднівського району Житомирської області, на обліку в раді перебувало с. Дриглів.
11 серпня 1954 року, внаслідок виконання указу Президії Верховної ради УРСР «Про укрупнення сільських рад по Житомирській області», до складу ради приєднано с. Грем'яче ліквідованої Грем'яцької сільської ради Чуднівського району. 5 березня 1959 року, відповідно до рішення Житомирського облвиконкому № 161 «Про ліквідацію та зміну адміністративно-територіального поділу окремих сільських рад області», внаслідок укрупнення колгоспів, до складу ради включено села Кихті та Рижів ліквідованої Кихтівської сільської ради. 11 січня 1960 року, відповідно до рішення Житомирського ОВК № 2 «Про зміни в адміністративно-територіальному поділі сільських рад в районах області», с. Рижів передане до складу Тютюнниківської сільської ради Чуднівського району. 17 серпня 1964 року, відповідно до рішення ЖОВК № 519 «Про зміни в адміністративно-територіальному поділі Бердичівського, Дзержинського і Новоград-Волинського районів», с. Грем'яче передано до складу Карвинівської сільської ради Дзержинського району.
На 1 січня 1972 року сільська рада входила до складу Чуднівського району Житомирської області, на обліку в раді перебували села Дриглів та Кихті.
12 серпня 1974 року, відповідно до рішення Житомирського ОВК № 342 «Про зміни в адміністративно-територіальному поділі окремих районів області в зв'язку з укрупненням колгоспів», до складу ради включено с. Рижів Тютюнниківської сільської ради Чуднівського району.
Припинила існування 15 січня 2019 року через об'єднання до складу новоствореної Чуднівської міської територіальної громади Чуднівського району Житомирської області.
Входила до складу Чуднівського (7.03.1923 р., 8.12.1966 р.) та Бердичівського (30.12.1962 р.) районів.